# ジェイソン・ニューステッド
ジェイソン・ニューステッド（英: Jason Newsted、1963年3月4日 - ）は、アメリカ合衆国ミシガン州バトルクリーク出身のベーシスト。メタリカの元メンバーであり、バンドの一員として1990年代を中心に前後14年ほど活動していたことで知られる。メタリカを離れた後、自らのプロジェクトエコーブレインやオジー・オズボーンのバンドで演奏し、ヘヴィメタル・バンドのヴォイヴォドに参加した。変名で「ジェイソニック (Jasonic)」と称し、ヴォイヴォドのメンバーとしてこの名で活動しており、また、自分の音楽出版会社の名にもしている。カリフォルニア州のスタジオ兼レーベル「チョップハウス・レコード (Chophouse Records)」の創立者でもある。

## 経歴

### フロットサム・アンド・ジェットサム
1982年、地元ミシガン州から「ギャングスター (Gangster)」というバンドを率いて、カリフォルニア州を目指して移動した。ところが、途中のアリゾナ州フェニックスでバンドは解散し、ニューステッドは当地で活動していたミュージシャン達と新たなバンドを結成することになった。この新バンドは、メンバー交代と名称変更を経て「ドッグズ (Dogz)」という名で活動したが、1984年にフロットサム・アンド・ジェットサムと改名し、1986年にはアルバム『Doomsday for the Deceiver』でデビューを果たした。ニューステッドは、このアルバムの楽曲の歌詞の大部分を書いていた。

### メタリカへの加入
1986年9月27日、メタリカのベーシストだったクリフ・バートンが、ヨーロッパ・ツアー中に事故死し、バンドは新しいベーシストを探し始めた。10月に入ってから、30人ほどの候補者をオーディションした結果、メタリカはニューステッドを採用した。メタリカのメンバーとして最初の公演は、カリフォルニア州ロサンゼルス郊外のレシーダにあった「カントリー・クラブ」においてであった。しかし、仲間を失い悲しみの淵にあった他のメンバー達に、ニューステッドが溶け込むことは容易ではなかった。ニューステッドはバンドの中で、悪戯やからかいの対象にされ、それは時間の経過と共に徐々に酷くなっていった。
ニューステッドがレコーディングに参加したのは、1987年のEP『メタル・ガレージ (The $5.98 E.P.: Garage Days Re-Revisited)』からである。それに続いた1988年のアルバム『メタル・ジャスティス (...And Justice For All)』は、その出来をめぐって、特に特徴的なベースの音が聴こえないことをめぐって、論争や批判に晒されることになった。ニューステッドは、これが、ラーズ・ウルリッヒとジェームズ・ヘットフィールドが仕掛けた通過儀礼的ないじめだったと述べているが、ウルリッヒとヘットフィールドは、このアルバムの仕上がりに不満だったのは皆同じだと述べている。ウルリッヒとヘットフィールドは、ニューステッドの弾くベースラインが、リズムギターのメロディラインと重なるようになっており、結果的に聴き手が両者を聴き分けられないほどになったとも述べている。しかし、このアルバムは、ビルボード誌のチャートで6位まで上がり、その後の成功への展望を切り開くものとなった。
1991年、メタリカはアルバム『メタリカ』（通称『ブラック・アルバム』）を発表し、これによってスターダムの頂点に上り詰めた。ツアーに明け暮れる時期を経て、グループは必要になっていた長い休暇をとった。その後、1996年には『ロード』、続けて1997年にはアルバム『リロード』、1998年にはカヴァー・アルバム『ガレージ・インク』、1999年にはライヴ・アルバム『S&M』が発表され、2000年には映画『ミッション:インポッシブル2』のサントラになったシングル「アイ・ディスアピア」が大ヒットとなった。
この間、ニューステッドは、1998年に英国のダンス音楽プロジェクト「アンクル」のアルバム『サイエンス・フィクション』に曲を提供した。ちなみに、メタリカ在籍中、ニューステッドは3曲しか作者としてクレジットされず、その3曲（"Blackened"、"My Friend of Misery"、"Where the Wild Things Are"）は、いずれもシングルにはなっていない。
2000年、ニューステッドは、メタリカとは別に、サイド・プロジェクトとしてエコーブレインを立ち上げた。5月にスタジオに入ってデモの録音をはじめ、当時メタリカで同僚だったカーク・ハメットや、フェイス・ノー・モアのギタリストジム・マーティンらもこれに参加した。このプロジェクトを資金的に支えたのはニューステッドであり、後に彼は、これで大金を失ってしまったと述べている。ニューステッドが、サイド・プロジェクトに入れ込んでいったことは、メタリカの内部に緊張を生むことになった。

### メタリカからの脱退
新たなレコーディングのためにスタジオに入る計画が持ち上がっていた2001年1月17日、ニューステッドは脱退声明を発表した。それによると、脱退は「私的で個人的な理由が色々重なったものであり、また、自分が愛した音楽を長年演奏して来た結果生じた肉体的なダメージもあった」とされた。プレイボーイ誌がメタリカをインタビューした際に、ニューステッドはエコーブレインでアルバムを出したいという意向を示したが、ヘットフィールドはそれに反対して「もしメンバーの誰かがサイド・プロジェクトを始めたら、その分メタリカの力は奪われる事になる」と述べた。これに反論してニューステッドが、ヘットフィールドによるメタリカ以外の音楽活動に言及すると、ヘットフィールドは「そうしたレコードについて自分は名前を載せてないし、売ろうともしてない」と言い返し、「（ニューステッドのサイド・プロジェクトは）いつまでやるんだ？ツアーもするのか？シャツも作って売るのか？あいつ（ニューステッド）のバンドなのか？」と多くの問いかけを重ねた。
ニューステッドは、メタリカ脱退を全く後悔していないとして次のように述べている。
正直言って10億%、メタリカ脱退を後悔した事はないさ。脱退はみんなにとって正しい選択だった。仲間達にとって、絶対的に正しい選択だったんだ。誰に対しても、メタリカに戻りたいとか、それに類する事はただの一度も言ってない。心はもう決まってるんだ。脱退は簡単な事じゃなかったけど、そうしなきゃならなかった。実際に引き金を引く前に随分と考え抜いたから、もう後ろは振り返らない。過去は過去だ
。

### オジー・オズボーン・バンド
2002年、ニューステッドは、ヴォイヴォド（カナダ出身のスラッシュメタル・バンド）に参加する。時を同じくして、オジー・オズボーン・バンドからメタリカに移ったロバート・トゥルージロと入れ替わるように加入、2003年のオズフェストの際に、オジー・オズボーン・バンドでも演奏した。この時ヴォイヴォドは、バンドとしてもこのイベントに出演していた。
当時、MTVがオジー・オズボーンとニューステッドにインタビューした際には、両者とも新しいアルバムを共作することに大いに情熱を見せており、オズボーンは、ニューステッドを「若きギーザー・バトラーだ」と評していた。しかし、2003年末にツアーが終わると、ニューステッドはバンドを離れてしまい、この目論見は実を結ばなかった。
ニューステッドの後釜には、ロブ・ゾンビのバンドにいたロブ・ニコルソンが収まった。

### ヴォイヴォド
その後ニューステッドは、ヴォイヴォドの活動に専念し、エコーブレインの頃と同じように、資金面では1人で活動を支えた。後に、ニューステッドが、ロック・スター・スパーノヴァの活動に入る2006年までに、ヴォイヴォドは2枚のアルバムをレコーディングした。
当時、ヴォイヴォドは、結成時のメンバー4名のうちの3名、スネイク(ヴォーカル)、ピギー(ギター)、アウェイ(ドラムス)と、「ジェイソニック」と名乗ったニューステッドで構成されていた。このうち、ギターのピギーは、2005年8月26日に、大腸癌の合併症のため45歳で亡くなってしまった。ヴォイヴォドの2006年のアルバム『カトルズ』（このタイトルは、フランス語で14を意味する quatorze の異綴りとされる）は、ピギーが自分のラップトップに残したギターのリフを元に構成されている。ピギーは死の直前に、バンドの仲間に使い方を指示していた。
2008年12月に更新されたヴォイヴォドの公式サイトには、新アルバム『インフィニ』ではニューステッドがベースを全て弾いていると書かれ、このアルバムはアメリカでは2009年6月23日に発売された
。

### ロック・スター・スパーノヴァ
ロック・スター・スパーノヴァは、米CBSテレビのリアリティ番組『Rock Star』の第2シーズンの企画で登場したスーパーグループである。ベースのニューステッドのほか、ドラムスがモトリー・クルーのトミー・リー、ギターが元ガンズ・アンド・ローゼズのギルビー・クラークというメンバーで、番組でのコンテストを通してヴォーカリストを決めるという趣向であった。
この番組の放送は、まずMSNで2006年7月3日にインターネット上に公開され、7月5日にCBSで初放送された。優勝者を決める投票は、ネット上のウェブサイトで行われ、9月13日に、ルーカス・ロッシが優勝者に選ばれヴォーカルとなった。

### 肩の負傷
2006年10月23日、ニューステッドは積み上げたベース・アンプが崩れ落ちてくる事故に巻き込まれ、肩を負傷した。左肩の前方唇板の断裂に加え、右肩の回旋筋腱板と二頭筋も損傷した。すぐに手術が施され、長いリハビリテーションが続いたが、2007年1月4日には、再びベースが演奏できるまでに回復した。しかし、ロック・スター・スパーノヴァは、既に元ブラック・クロウズのジョニー・コルトを代わりのベーシストとして迎えていた。

### 絵画の制作
肩の負傷でリハビリ中、演奏ができなかったニューステッドは、絵を描くことで自己表現をしていた。その後5年足らずの間に、ニューステッドは何百枚もの大きな油絵を描いた。ニューステッドは、自分が「クレイジーでカラフルな音楽を作ることから、クレイジーでカラフルな絵を描くことに進んだ」と述べた。ニューステッドは2010年5月4日に、サンフランシスコのメタリカ・ギャラリーで初の個展を開いた。

### ロックの殿堂入り授賞式
2009年4月4日、クリーブランドで行われたメタリカのロックの殿堂入り授賞式に、ニューステッドはメタリカのメンバー達と共に登場。授賞式でのスピーチでニューステッドは、メタリカファミリーの一員でいられたことへの多大なる謝意を表し、喝采を浴びた。メタリカと共に、2000年のVH1音楽賞以来9年ぶりのセッションも行い、「Master Of Puppets」と「Enter Sandman」を披露。そこでは、ニューステッドとトゥルージロのツイン・ベースという初めての光景も見られた。

### 慈善活動
2004年、ニューステッドは非営利組織「リトル・キッズ・ロック」を公式に支援する契約に署名した。この団体は、米国全土の教育環境に恵まれない小学校の生徒たちへ楽器を贈り、演奏を指導している。ニューステッドはこの非営利団体の名誉理事となっている。

### フーケアス
2010年10月、ニューステッドはイアン・ギラン（ディープ・パープル、元ブラック・サバス）、トニー・アイオミ（ブラック・サバス）、ジョン・ロード（ディープ・パープル）、リンデ（HIM）、ニコ・マクブレイン（アイアン・メイデン）らとともにスーパーグループであるフーケアスを結成し、シングル「Out of My Mind / Holy Water」を発表。

### ニューステッド
2012年12月、ニューステッドは自らのバンドであるニューステッドを結成。各地のヘヴィメタル・フェスティバルに出演。
2013年1月8日に4曲が収録されたEP『メタル』をリリース。
2013年8月6日にアルバム『ヘヴィ・メタル・ミュージック』を発表したが、ギタリストであったMike Mushokがこれ以上ツアーや曲の録音をするつもりがないと告げ、2014年に解散した。

## ディスコグラフィ
フロットサム・アンド・ジェットサム
- Doomsday for the Deceiver (1986年)

メタリカ
- メタル・ガレージ - The $5.98 E.P.: Garage Days Re-Revisited - EP  (1987年)
- メタル・ジャスティス - ...And Justice For All (1988年)
- メタリカ - Metallica (1991年)
- ライヴ・シット!〜ビンジ&パージ - Live Shit: Binge & Purge (1993年)
- ロード - Load (1996年)
- リロード - ReLoad (1997年)
- ガレージ・インク - Garage Inc. (1998年)
- S&M - S&M (1999年)

セパルトゥラ
- Against（1998年）...客演

モス・ブラザース
- Electricitation（2001年）

エコーブレイン
- Echobrain  (2002年)
- Glean  (2004年)

ガヴァメントミュール
- The Deep End, Volume 2 (2002年)

パパ・ウィーリー
- Unipsycho（2002年）
- Live Lycanthropy（2003年）

IR8 / Sexoturica
- IR8 vs. Sexoturica (2002年)...1995年から1996年にかけてのデモ音源のコンピレーション

ヴォイヴォド
- ヴォイヴォド - Voivod（2003年）
- カトルズ - Katorz（2006年）
- インフィニ - Infini（2009年）

ロック・スター・スパーノヴァ
- Rock Star Supernova（2006年）